# Małgorzata Peregud-Pogorzelska
Małgorzata Teresa Peregud-Pogorzelska, także Puchała-Borowik (ur. 3 października 1962 w Krakowie) – polska profesor nauk medycznych, specjalistka kardiologii, wykładowczyni Pomorskiego Uniwersytetu Medycznego w Szczecinie.

## Życiorys
Małgorzata Peregud-Pogorzelska ukończyła studia medycznej na Pomorskiej Akademii Medycznej w Szczecinie. Specjalizację I i II-go stopnia uzyskała z chorób wewnętrznych; specjalizację zdała z kardiologii. W 1996 tamże obroniła napisany pod kierunkiem Zdzisławy Kornacewicz-Jach doktorat w zakresie kardiochirurgii Ocena funkcji lewej komory serca w różnych odstępach czasowych od pomostowania aortalno-wieńcowego w materiale własnym Kliniki Kardiologii i Kardiochirurgii PAM w Szczecinie. W 2009 uzyskała habilitację, specjalność kardiologia, na podstawie dorobku naukowego, w tym dzieła Polimorfizm wybranych genów a przebudowa lewej komory u chorych po zawale serca. W 2023 otrzymała tytuł profesora nauk medycznych i nauk o zdrowiu.
Jej zainteresowania naukowe obejmują: echokardiografia, nadciśnienie płucne, choroby serca u kobiet, choroby tkanki łącznej.
Od 1992 zawodowo związana z macierzystą uczelnią, gdzie pracuje w Klinice Kardiologii Wydziału Medycyny i Stomatologii. Prowadzi także gabinet lekarski.
Członkini Polskiego Towarzystwa Kardiologicznego, gdzie m.in. pełniła funkcję przewodniczącej Sekcji Chorób Serca u Kobiet (2018–2020).
Jej mężem jest onkolog i hematolog Jarosław Peregud-Pogorzelski.